# کیث پالمر
کیث پالمر (انگلیسی: Keith Palmer؛ زادهٔ ۱۹۴۰ میلادی) تدوین‌گر اهل بریتانیا است.
از فیلم‌ها یا مجموعه‌های تلویزیونی که وی در آن‌ها نقش داشته‌است، می‌توان به غازهای وحشی ۲، مورو، باغ اسرارآمیز، امر غریب، جاسوس‌ها، سلام-خداحافظ، من اینجا شاد بودم، بیدارشدن در وحشت، شالاکو، گوژپشت نتردام، جک قاتل و هورنبلوئر اشاره نمود.